# Johannes Geibel

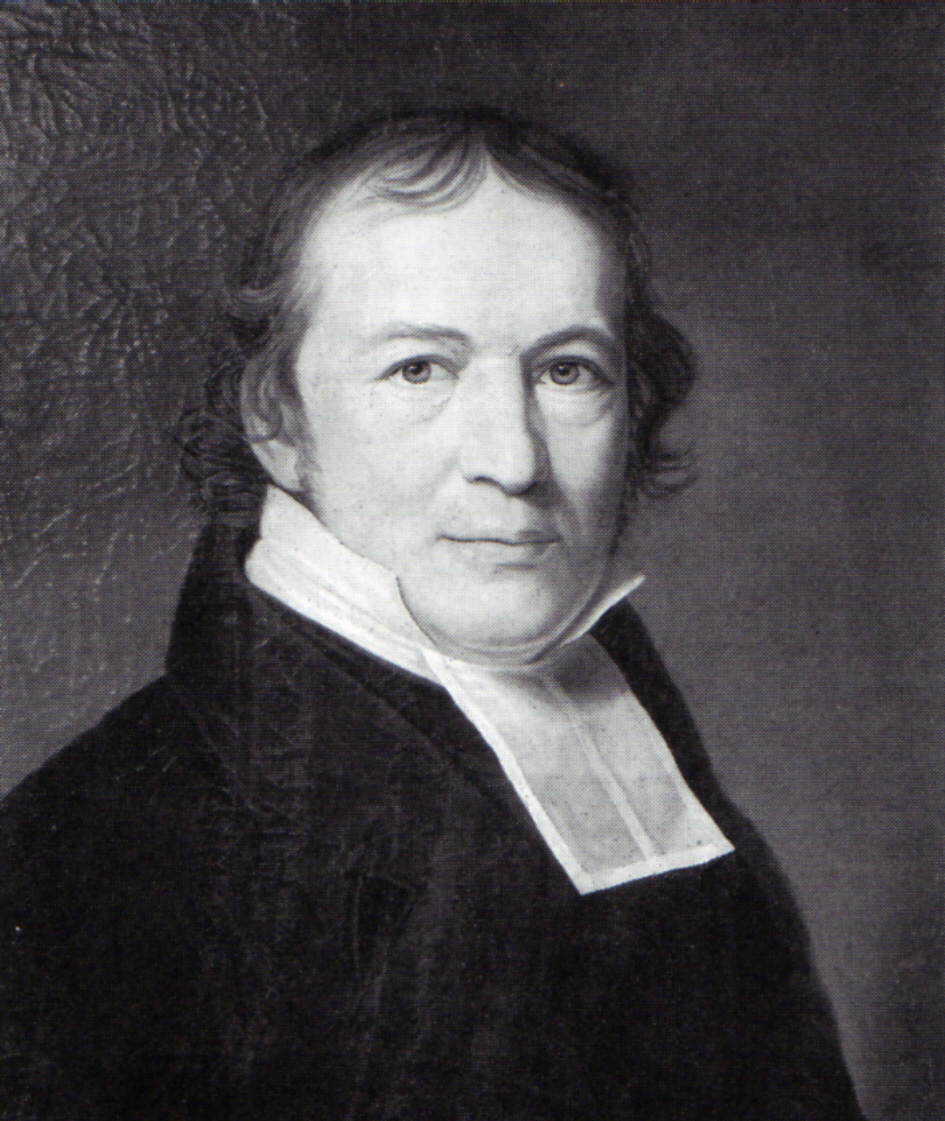
Johannes Geibel, porträtiert von Friedrich Carl Gröger

Johannes Geibel (* 1. April 1776 in Hanau, Hessen; † 23. Juli 1853 in Lübeck) war ein deutscher evangelisch-reformierter Theologe.

## Leben

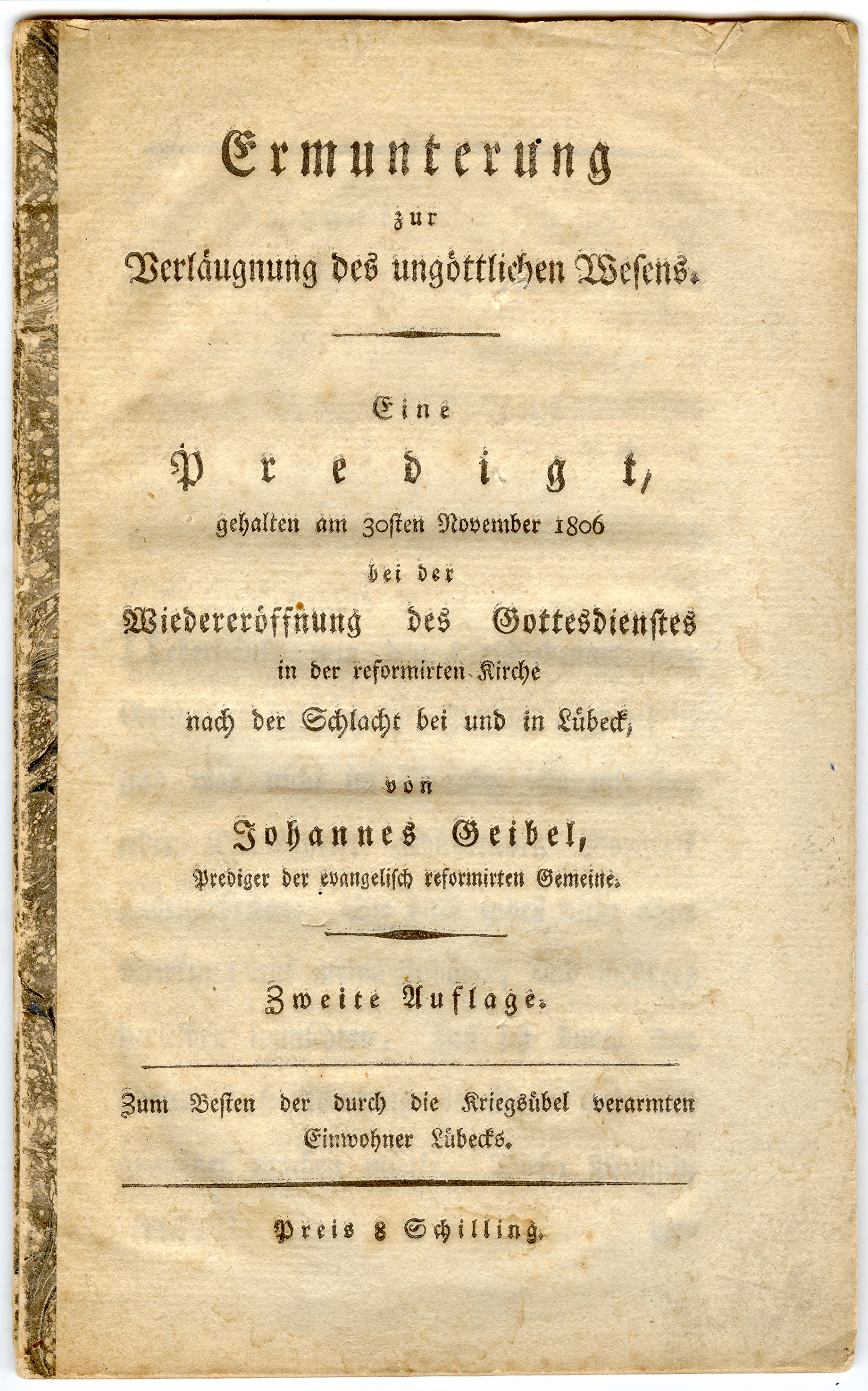
Titelblatt von Geibels Predigt Ermunterung zur Verläugnung des ungöttlichen Wesens (1806)

Nachdem er das Gymnasium zu Hanau besucht hatte, ging er 1793 an die Universität Marburg. 1795 wurde er Hauslehrer in Kopenhagen, 1797 ging er nach Lübeck, wo er nach einem halben Jahr als Vikar die Pastorenstelle der Reformierten Kirche, damals noch vor dem Holstentor, als Nachfolger Butendachs antrat. Das Pastorat der Reformierten Gemeinde befand sich in Geibels Lübecker Amtsjahren in der Fischstraße im Kaufmannsviertel der Stadt westlich der Marienkirche, wo er auch seine Bibelstunden abhielt. Während der Lübecker Franzosenzeit gelang es ihm, die Lübecker reformierte Gemeinde zu erhalten. Seiner Predigten wegen galt er als einer der charismatischsten Geistlichen seiner Zeit. Obwohl die reformierte Gemeinde nur klein und immer noch nicht gleichberechtigt war, wurde Geibel einer der wichtigsten Erneuerer des geistlichen und geistigen Lebens in Lübeck. Geibel sammelte um sich einen einflussreichen Kreis, zu dem unter anderem der Jurist Carl Wilhelm Pauli, der der Gemeinde ein eigenes Gesangbuch stiftete, der preußische Gesandte Conrad Platzmann, der Bürgermeister Christian Adolph Overbeck, der russische Generalkonsul Gotthard Emanuel von Aderkas, der Mineraloge Johannes Menge, der aus Begeisterung für Geibel nach Lübeck zog, eine Tochter von Matthias Claudius und viele mehr gehörten. Auch auf die religiöse Entwicklung des späteren Indien-Missonars Samuel Hebich hatte Geibel großen Einfluss.
Durch den Austausch mit Friedrich Schleiermacher, Gottfried Menken und besonders Friedrich Heinrich Jacobi wandelte sich seine Theologie vom Rationalismus zur Betonung der unmittelbaren Erfahrung der Gnade. 1817 erhielt er auf Vorschlag Schleiermachers den theologischen Ehrendoktor der Universität Berlin. Er engagierte sich in der Freimaurerloge Zum Füllhorn, von 1803 bis 1806 als ihr Meister vom Stuhl, in der von ihm 1814 mitbegründeten Lübecker Bibelgesellschaft und im Missionverein.
1826 konnte er den Neubau der Reformierten Kirche einweihen, mit der die reformierte Gemeinde erstmals ein eigenes Kirchgebäude in den Mauern der Stadt erhielt. Das Pastorat in der Breiten Straße kam erst 1870 hinzu, so dass heute die Grundstücke von Kirche und Pastorat über den Innenhofgarten verbunden sind.
Seinen Ruhestand verlebte Geibel von 1847 bis 1853 in Detmold. Von der Familie schwer krank nach Lübeck zurückgeholt, starb er hier noch im Sommer 1853. Geibel war seit 1799 verheiratet mit Elisabeth Louise Ganslandt (1778–1841), der Schwester von Röttger Ganslandt. Das siebte seiner acht überlebenden Kinder (zwei weitere starben früh) war der Schriftsteller und Übersetzer Emanuel Geibel, das jüngste der Komponist Konrad Geibel.

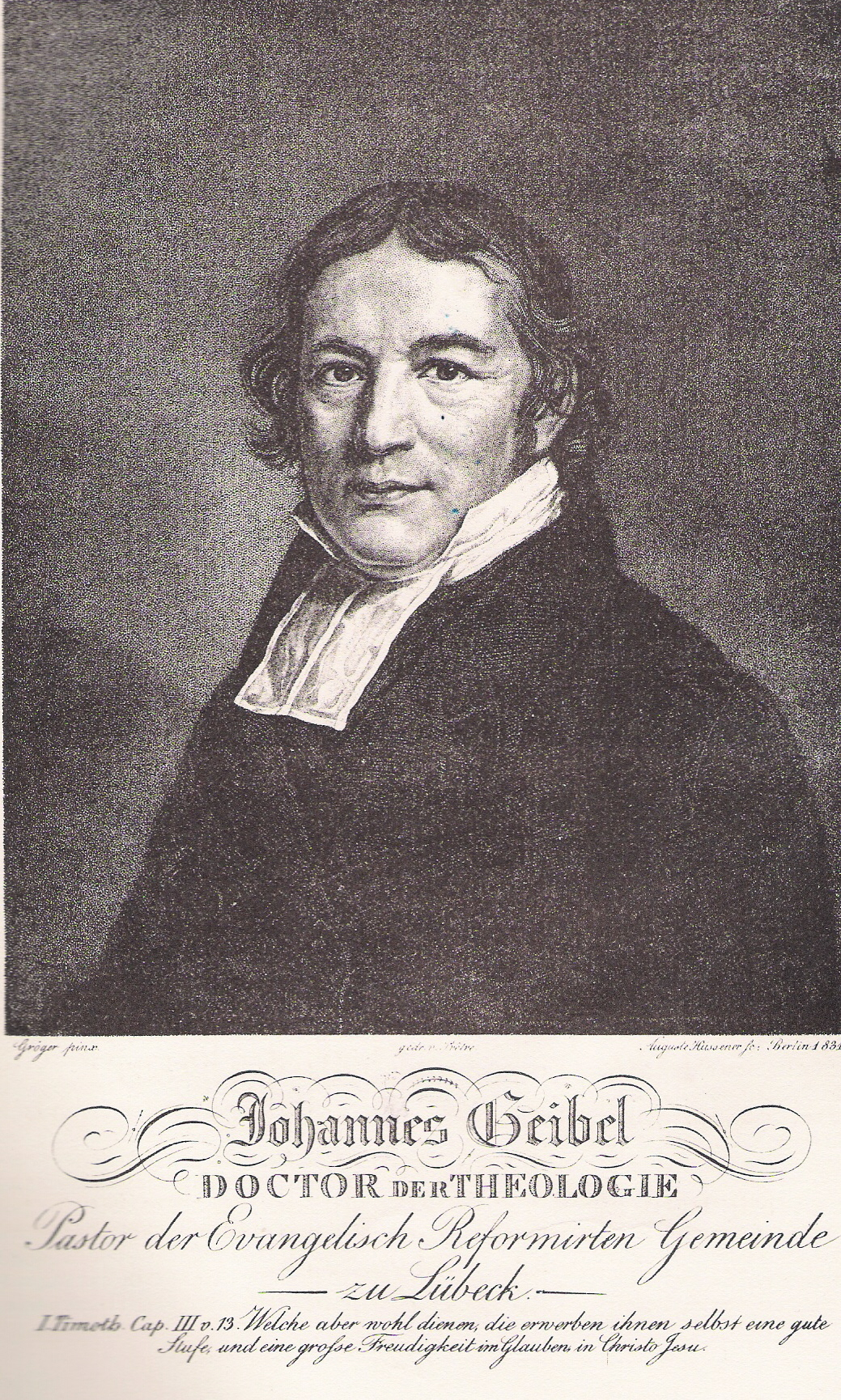
Bildnis nach dem Porträt von Gröger durch Auguste Hüssener (1831)

Das frühere Pastorat der Reformierten Gemeinde in der Fischstraße Nr. 25 in Lübeck (1909). Im Bilde zweites Haus von rechts nach links.

## Bildnis
Von Johannes Geibel ist ein 1830 von Friedrich Carl Gröger in Öl gefertigtes Porträt im Besitz der Reformierten Kirche in Lübeck erhalten. Nach diesem wurden ein Stich von Auguste Hüssener (1831) und eine Lithografie von Ch. W. Wollien gefertigt.
Sein Sohn Emanuel Geibel setzte ihm mit einem Gedicht ein gleichwertiges lyrisches Bildnis:
Ernst nur hab’ ich den Vater gekannt, und des hohen Berufes

Pflicht nur lebend, der Hirt seiner Gemeinde zu sein.

Streng schriftgläubig, doch mild und jeder Verketzerung abhold,

Übt’ er, sich selber getreu, freudig der Lehre Gebot;

Stritt um die Form des Bekenntnisses nie und achtet’ als Bruder

Jeglichen, der sein Heil bei dem Erlöser gesucht.

Echt war alles an ihm, und der Glaube des Herzens verlieh ihm,

Wenn er die Kanzel betrat, stets das begeisterte Wort,

Daß er mit siegender Kraft die erschütterten Hörer dahinriß,

Sanft jetzt ermahnend und jetzt stark wie ein alter Prophet.

## Werke
- Des Glaubens weltüberwindende Kraft. Eine Predigt. Lübeck: Möller 1810

Digitalisat des Exemplars der Bayerischen Staatsbibliothek
- Prüfet Alles und behaltet das Gute: Reden für evangelische Freiheit und Wahrheit. Lübeck: Jenssen 1818

Digitalisat des Exemplars der Bayerischen Staatsbibliothek
- Christus allein. Eine Gastpredigt über 1. Kor. 2,2 gehalten am 17. Julius 1831 in der evangelisch-reformirten Kirche zu Braunschweig. Als Beilage: Rede bei der Ordination seines Sohnes Carl Geibel ... gehalten zu Lübeck ... 1830. Lübeck: Möller 1831

Digitalisat des Exemplars der Bayerischen Staatsbibliothek